# HD 71302
HD 71302，又名CD-42 4219，SAO 219890、HR 3322，是一颗恒星，视星等为5.98，位于銀經260.5，銀緯-2.89，其B1900.0坐标为赤經8h 21m 29.6s，赤緯-42° -2.89′ 39″。